# Шрам-Сіті (Іллінойс)
Шрам-Сіті (англ. Schram City) — селище (англ. village) в США, в окрузі Монтгомері штату Іллінойс. Населення — 563 особи (2020).

## Географія
Шрам-Сіті розташований за координатами 39°9′48″ пн. ш. 89°27′39″ зх. д. / 39.16333° пн. ш. 89.46083° зх. д. (39.163238, -89.460882).  За даними Бюро перепису населення США в 2010 році селище мало площу 1,90 км², уся площа — суходіл.

## Демографія
Згідно з переписом 2010 року, у селищі мешкало 586 осіб у 256 домогосподарствах у складі 169 родин. Густота населення становила 309 осіб/км².  Було 295 помешкань (155/км²).
Расовий склад населення:
| - 97,3 % — білих - 1,4 % — чорних або афроамериканців - 0,9 % — азіатів - 0,2 % — корінних американців |

До двох чи більше рас належало 0,2 %. Частка іспаномовних становила 0,0 % від усіх жителів.
За віковим діапазоном населення розподілялося таким чином: 18,9 % — особи молодші 18 років, 62,0 % — особи у віці 18—64 років, 19,1 % — особи у віці 65 років та старші. Медіана віку мешканця становила 43,3 року. На 100 осіб жіночої статі у селищі припадало 102,8 чоловіків;  на 100 жінок у віці від 18 років та старших — 98,7 чоловіків також старших 18 років.
Середній дохід на одне домашнє господарство  становив 45 478 доларів США (медіана — 39 063), а середній дохід на одну сім'ю — 47 845 доларів (медіана — 41 875). За межею бідності перебувало 14,1 % осіб, у тому числі 31,8 % дітей у віці до 18 років та 3,1 % осіб у віці 65 років та старших.
Цивільне працевлаштоване населення становило 177 осіб. Основні галузі зайнятості: освіта, охорона здоров'я та соціальна допомога — 28,8 %, роздрібна торгівля — 15,8 %, публічна адміністрація — 11,3 %, сільське господарство, лісництво, риболовля — 9,6 %.